# Plasmodien
Plasmodien (Plasmodiidae) sind einzellige Parasiten, die vor allem Säugetiere (Mammalia) und Zweiflügler (Diptera) befallen. Sie werden dem Stamm der Apicomplexa zugeordnet. In der Familie der Plasmodien finden sich vier Unterfamilien mit bis zu 170 Arten, siehe auch Plasmodium. Die Plasmodien zählen zu den Sporozoen.

## Merkmale
Plasmodien sind Einzeller, die keine Zellwand, aber als Eukaryoten im Gegensatz zu Bakterien und Archea (Prokaryoten) einen Zellkern besitzen. Sie sind kommaförmig und recht schlank, aufgrund ihrer Lebensweise nehmen sie je nach Wirt und Entwicklungsstadium unterschiedliche Gestalt an. Die kleinste Form, der Trophozoit, misst drei Mikrometer, die größte Form, der Leberschizont bis zu 70 Mikrometer.
Bei heterozygoten Trägern der Sichelzellenanämie verläuft eine Plasmodieninfektion wesentlich schwächer als bei gesunden Individuen. In Gebieten, in denen Malaria (eine von Plasmodien ausgelöste Krankheit) weit verbreitet ist, sind Träger dieser erblichen Krankheit im (Selektions-) Vorteil. Daher ist der prozentuale Anteil der heterozygoten Träger in der Bevölkerung in solchen Gebieten bedeutend höher als in Malaria-freien Regionen.

## Verbreitung
Plasmodien finden sich heute vor allem im tropischen und subtropischen Raum; da deren Entwicklung stark von der Temperatur abhängt, kommen Plasmodien selbst dort nur bis in eine Höhe von unter 1500 Metern vor. Bis zum 19. Jahrhundert waren sie auch in Nordeuropa verbreitet, wurden jedoch durch Flussbegradigungen und Sumpftrockenlegungen ausgerottet. Es finden sich noch Restbestände im Zentralasiatischen Raum: Armenien, Georgien, Kasachstan, Kirgisistan, Tadschikistan, Türkei, Turkmenistan und Usbekistan.

## Lebenszyklus

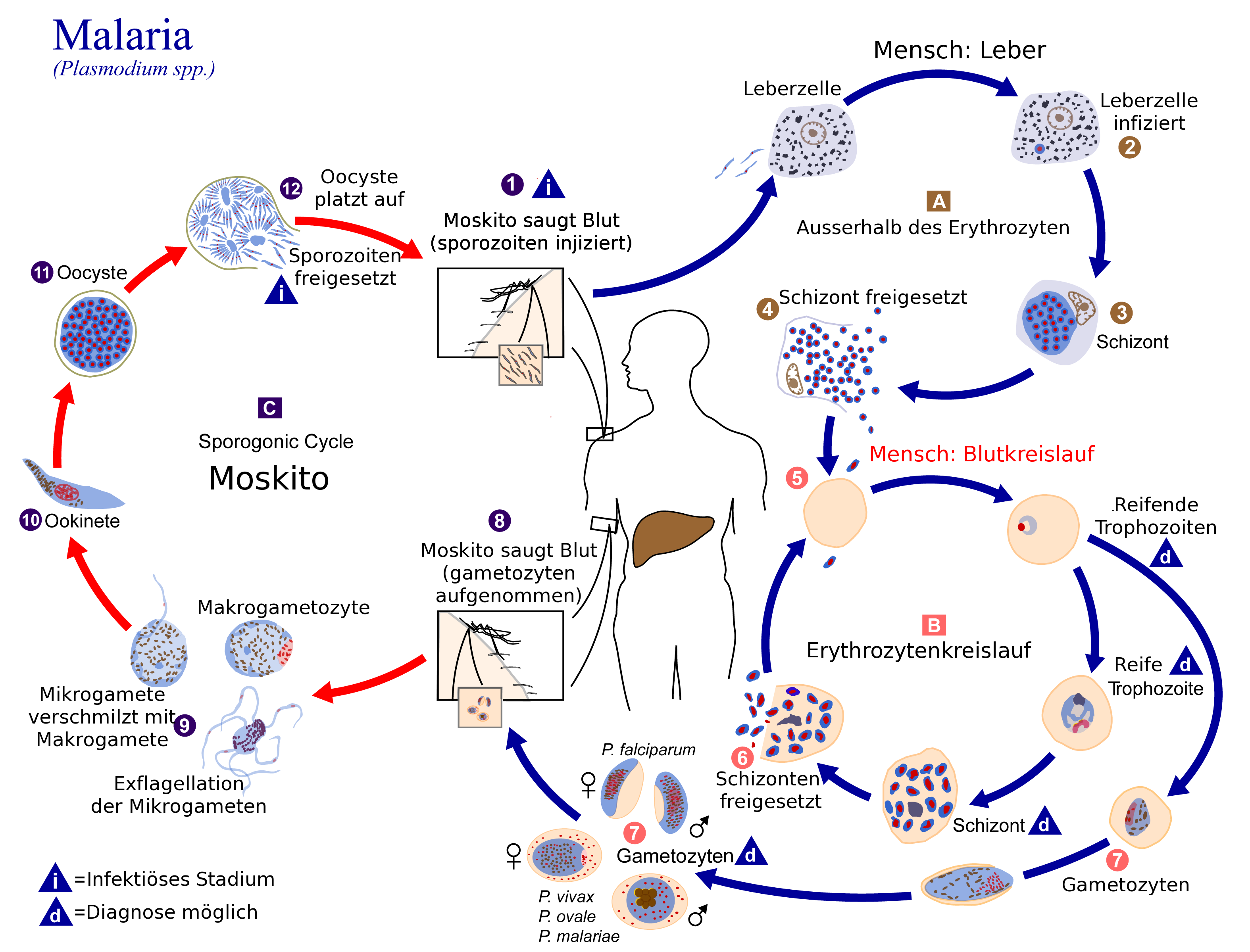
Lebenszyklus der Plasmodien in Mensch und Moskito

Als Endwirt dienen Mücken, besonders der Gattung Anopheles; in ihnen findet die Vermehrung der Plasmodien statt, der Mensch dient als Zwischenwirt. Es gibt vier Arten der Plasmodien, die beim Menschen die Malaria auslösen; sie gehören zur Gattung Plasmodium. Nachdem der Mensch von einer infizierten Anophelesmücke gestochen wurde, sondert sie mit ihrem Speichel, der Gerinnungshemmer enthält, Sporozoiten ab. Diese werden mit dem Blutstrom zur Leber getragen, wo sie in die Zellen des Lebergewebes eindringen und darin zum Leberschizont heranreifen. Dort findet ihre Vermehrung statt, die „exoerythrozytäre Schizogonie“ genannt wird; dadurch entstehen bis zu 30.000 Merozoiten. Plasmodium vivax und Plasmodium ovale legen zwischen diesen Stadien Ruhephasen ein; dabei verbleiben Hypnozoiten ungeteilt im Lebergewebe und sorgen dadurch nach Monaten für eine Neuinfektion, selbst wenn die Erstinfektion überwunden wurde. Die Merozoiten gehen in den Blutkreislauf über und infizieren sodann rote Blutkörperchen. Sie dringen in diese ein und beginnen sich intrazellulär zu teilen. Aus dieser Teilung gehen acht bis sechzehn neue Merozoiten hervor.
Bei den vier den Menschen befallenden Plasmodien sind folgende Teilungszeiten beobachtet worden:
| Plasmodium    | Malariaform      | Teilungsdauer |
| ------------- | ---------------- | ------------- |
| P. ovale      | Malaria tertiana | 48 Stunden    |
| P. vivax      | Malaria tertiana | 48 Stunden    |
| P. malariae   | Malaria quartana | 72 Stunden    |
| P. falciparum | Malaria tropica  | unregelmäßig  |

Plasmodium bietet innerhalb seines Lebenszyklus verschiedene Ansatzpunkte für die Wirkung von Impfstoffen.
Nach der Teilung werden Reststoffe des vom Merozoiten aufgenommenen Hämoglobins frei, das Hämozoin, dieses löst die Fieberanfälle der typischen Malaria aus.
Nach der einige Tage bis Wochen dauernden Produktion von Merozoiten beginnen einige zu geschlechtsreifen Zellen (Gametozyten) zu reifen. Diese finden sich nun gemeinsam mit den Merozoiten im Blut (siehe hierzu auch: Generationswechsel).
Durch Fieberanfälle und das begleitende Schwitzen sind infizierte Träger erneut für Mücken attraktiv, da diese über einen guten Geruchs- und Temperatursinn verfügen. Bei einem erneuten Stich werden diese Gametozyten durch die Mücke aufgenommen, in der sie sich zu einer Wanderzygote vereinigen. Daraus geht dann der Ookinet hervor, der sich zwischen den Gewebeschichten des Mückenmagens anlagert und dort zur Oocyste wird; in ihr entstehen bis zu 1.000 neue Sporozoiten. Von dort aus wandern sie in die Speicheldrüsen der Mücke und sind bereit zur Neuinfektion eines Zwischenwirtes, beispielsweise des Menschen.